# 卡多雷地区佐佩
卡多雷地区佐佩（義大利語：Zoppè di Cadore）是意大利威尼托大区贝卢诺省的一个市镇。总面积4平方公里，人口271人，人口密度67.8人/平方公里（2009年）。国家统计（ISTAT）代码为025069。